# Florae Scandinaviae Prodromus
Florae Scandinaviae Prodromus (abreviado Fl. Scand. Prodr., ed. 2.) es un libro con ilustraciones y descripciones botánicas que fue escrito por el entomólogo, químico, y botánico sueco, Anders Jahan Retzius. Fue editado en Leipzig en el año 1779, con una segunda edición en 1795 con el nombre de Florae Scandinaviae Prodromus: enumerans plantas Sveciae, Lapponiae, Finlandiae et Pomeraniae ac Daniae, Norvegiae, Holsatiae, Islandiae Groenlandiaeque. Editio Altera.